# Кнез, Томислав
Томислав Кнез (сербохорв. Tomislav Knez; род. 9 июня 1938, Баня-Лука) — югославский футболист, нападающий.

## Карьера игрока

### Клубная
Профессиональную карьеру начал в 1956 году выступлениями за команду «Борац» из родного города Баня-Лука (ныне - Босния и Герцеговина), в которой провел пять сезонов.
Своей игрой за эту команду привлек внимание представителей тренерского штаба клуба «Динамо» (Загреб), в состав которого присоединился в 1961 году. С «Динамо» дважды выиграл Кубок Югославии в 1963 и 1965 годах.
В 1965 году переехал в Австрию, где стал выступать за клуб «Швехат», проведя там один сезон. После этого Томислав перешёл в столичный «Рапид», с которым в первом же сезоне выиграл австрийский чемпионат. Однако сам Кнез в стартовом составе выходил нечасто, из-за чего по завершении сезона покинул клуб и пошёл во второй дивизион, где в течение семи сезонов выступал за «Капфенберг».
Завершил профессиональную игровую карьеру в австрийском клубе «Гюссинг», в котором провёл сезон 1974/75.

### В сборной
Дебют за национальную сборную Югославия состоялся 1 января 1956 года, в товарищеском матче против сборной Марокко (5-0). В том же году попал в заявку на первый чемпионат Европы во Франции, где в первом матче забил один из голов в ворота хозяев соревнований (5:4) и помог своей команде выйти в финал. В решающем матче, где югославы уступили сборной СССР (1:2), не участвовал, но вместе с командой завоевал «серебро» чемпионата. В составе сборной также был участником Олимпийских игр 1960 в Риме. В течение карьеры в национальной команде, которая длилась полтора года, провел в форме главной команды страны 14 матч и забил 8 голов.

### Голы за сборную
| # | Дата            | Место                                       | Соперник | Счёт | результат | Турнир                                       |
| - | --------------- | ------------------------------------------- | -------- | ---- | --------- | -------------------------------------------- |
| 1 | 3 января 1960   | Стад Чедли Зютен, Тунис                     | Тунис    | 0-2  | 1-5       | Товарищеский матч                            |
| 2 | 24 апреля 1960  | Апостолос Николаидис, Афины                 | Греция   | 0-3  | 0-5       | Квалификация на Летние Олимпийские игры 1960 |
| 3 | 6 июля 1960     | Парк де Пренс, Париж                        | Франция  | 4-3  | 4-5       | ЧЕ 1960                                      |
| 4 | 6 августа 1960  | Стадион Югославской народной армии, Белград | Тунис    | 1-0  | 7-0       | Товарищеский матч                            |
| 5 | 6 августа 1960  | Стадион Югославской народной армии, Белград | Тунис    | 2-0  | 7-0       | Товарищеский матч                            |
| 6 | 6 августа 1960  | Стадион Югославской народной армии, Белград | Тунис    | 7-0  | 7-0       | Товарищеский матч                            |
| 7 | 26 августа 1960 | Адриатико, Пескара                          | Египет   | 0-4  | 1-6       | Летние Олимпийские игры 1960                 |
| 8 | 29 августа 1960 | Артемио Франки, Флоренция                   | Турция   | 0-3  | 0-4       | Летние Олимпийские игры 1960                 |